# Beatallica
Beatallica — меш-ап гурт, котрий виконує пісні в стилі гуртів The Beatles та Metallica. Пісні гурту — це, як правило, суміш пісень Beatles та Metallica зі схожою назвою (наприклад, «The Thing That Should Not Let It Be», що поєднує пісні The Beatles «Let It Be» і Metallica «The Thing That Should Not Be» або «And Justice for All My Loving», що поєднує пісню Металліки «And Justice for All» та Beatles «All My Loving»), хоча іноді за основу береться лише одна пісня Beatles зі зміненим текстом. Тексти пісень ковзають туди-сюди між цими двома піснями, а іноді не використовують жодної з них, замість оригінальних текстів комічно відсилаючи до гурту Metallica, хеві-метал-музики або хеві-метал-спільноти. Хоча й мелодія, як правило, засновані на «Бітлз», музика виконується в стилі «метал» з додаванням деяких рифів та соло «Металіки». У текстах пісень також є постійні примхи, які критикують глем-метал, як це робили б фанати треш-металу, а також багато посилань на кров. Їх версія «I Want to Hold Your Hand» під назвою «I Want to Choke Your Band» є прикладом їх критики глем-металу.
Попри деякі непорозуміння в ЗМІ, самі учасники Metallica неодноразово хвалили комедійний стиль гурту. Наприклад, Кірк Хемметт публічно заявив: «Я думаю, що це круто» і «Мені це здається незвичайним». Джеймс Хетфілд і Ларс Ульріх також підтримували дружні стосунки з гуртом.

## Історія
Гурт був заснований у 2001 році оригінальним гітаристом «Крком Хамметсоном» та вокалістом «Джеймзом Леннфілдом».  Мініальбом EP A Garage Dayz Nite був записаний для щорічного концерту Spoof Fest, що проходив у Мілуокі, як пам'ять про концерт того року. Кілька десятків копій EP було роздано друзям. Пізніше того ж року один з цих дисків потрапив до доктора Девіда Діксона, мешканця Мілуокі, який створив вебсторінку, що містила mp3 пісень, і назвав гурт «Beatallica». Гурт нічого не знав про вебсторінку, поки Діксон нарешті не зустрівся з ними влітку 2002 року, маючи при собі стос листів від шанувальників з усього світу. Beatallica благословила вебсторінку, і після подальших закликів своїх інтернет-шанувальників, записала EP Beatallica, також відомий як «Сірий альбом», випустивши його онлайн 1 квітня 2004 року.
Пізніше, у 2004 році, гурт (включаючи басиста Кліффа МакБертні та барабанщика Рінго Ларца) почав виступати на концертних майданчиках на національному та міжнародному рівнях, зі сценічним шоу, що включало в себе елементи виступів як Beatles, так Metallica. Вони також грали на розігріві у Dream Theater; Майк Портной навіть приєднався до гурту на сцені, граючи на барабанах під час виконання однієї пісні.
Протягом 2005 та 2006 років гурт гастролював по всьому світу, відігравши понад 60 концертів, у тому числі свій перший концерт у Великій Британії 26 квітня 2006 року в Лондоні. Beatallica виступала з такими гуртами, як Motorhead, Testament, Kreator, Sepultura, LA Guns, а також брала участь у величезних літніх фестивалях по всьому світу, серед яких Summerfest у Мілуокі, німецький фестиваль Earthshaker, нідерландський фестиваль Kings of Metal та корейський Міжнародний рок-фестиваль у Пусані.
У 2007 році нинішній склад гурту у складі Джеймз Леннфілд (вокал, ритм-гітара), Грг Хамметтсон (соло-гітара),  Кліфф МакБертні (соло-бас, бек-вокал) та Рінго Ларц (ударні) відправилися в студію, щоб перезаписати багато оригінальних пісень Крка та Джеймза та написати кілька нових композицій для свого офіційного дебютного альбому Sgt. Hetfield's Motorbreath Pub Band.
Травень 2008 року ознаменувався виходом синглу Beatallica «All You Need Is Blood», записаного 13 мовами, як подяка мережі фанатів Beatallica, відомих як Beatallibangers. Гурт додав Бельгію, Чехію та Польщу до списку країн, де вони вже побували з гастролями. У Польщі на лейблі Metal Mind Productions вийшов реліз «Motorbreath Pub Band» сержанта Хетфілда.
У вересні та жовтні 2008 року вийшли альбом Sgt. Hetfield's Motorbreath Pub Band і сингл «All You Need Is Blood» від Sony-ATV в Японії. Обидві японські версії CD містять бонусні треки.
1 квітня 2009 року гурт Beatallica познайомився з Metallica за лаштунками після виступу Metallica в Парижі. Це був перший випадок, коли обидва гурти зустрілися один з одним особисто. Обидва гурти спілкувалися між собою протягом багатьох років.
4 серпня 2009 року відбувся Masterful Mystery Tour, другий повноформатний альбом гурту, який вийшов на міжнародному рівні. Офіційне музичне відео на перший сингл Hero of the Day Tripper було знято з групою в головній ролі супергероїв 1970-х років, які рятують вечірку з лап чотирьох Big Sleazers.
9 вересня 2009 року (11 вересня в Німеччині) Masterful Mystery Tour був випущений компанією Sony-ATV в Японії. Японська альбомна версія включає 2 бонус-треки, концертні версії «I Wanna Choke Your Band» і «Revol-ooh-tion», записані наживо на концерті в Мілуокі, штат Вісконсін.

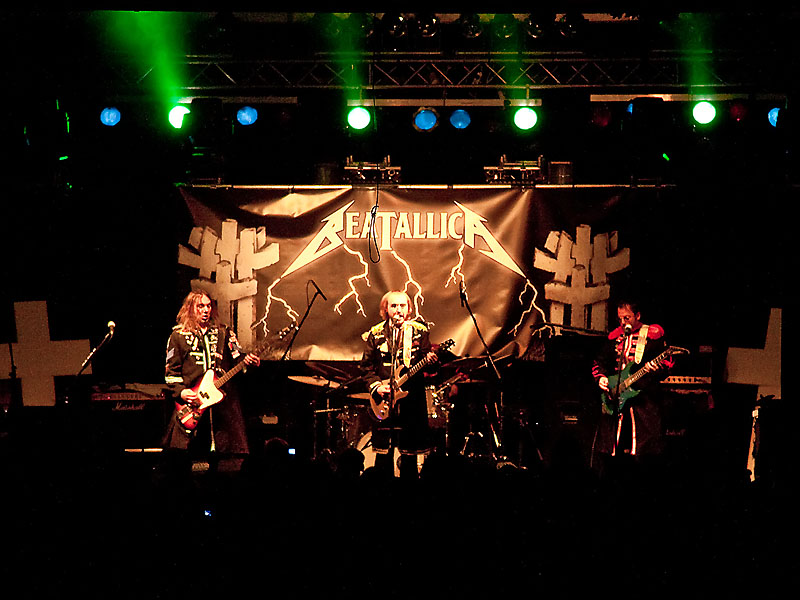
Живий виступ Beatallica у Лейпцигу, 2009 рік.

Компакт-диск містить додатковий-трек, кавер-версію пісні JBO Беаталліки «Eine Guten Tag Zum Sterben» (англійський переклад: «A Good Day for Dying»). Також слід зазначити той факт, що Beatallica записала цю кавер-версію пісні німецькою мовою, що зробило її другою піснею, яку вони випустили, співаючи німецькою мовою. Кавер-версія пісні Beatallica також увійшла до альбому JBO 2009 року I Don't Like Metal — I Love It (обмежена версія, яка включає бонусний CD).
Winter Plunderband був випущений 17 листопада 2009 року. Це перший випуск Beatallica у святковий сезон. Альбом (EP) доступний лише як компакт-диск на концертах Beatallica (обмежене видання), а також може бути придбаний як цифрове завантаження, яке включає цифровий буклет з ілюстраціями, текстами пісень та фотографіями (включаючи Beatallica та Metallica разом). Серед пісень кавери на пісні Пола Маккартні «Wonderful Christmastime» і Джона Леннона і Йоко Оно «Happy Christmas (War Is Over)» Джона Леннона і Йоко Оно, а також найперші дві оригінальні пісні Beatallica «Hella Day For Holiday» і «Heretic».
Beatallica гастролювала по Німеччині в грудні 2009 року на підтримку JBO, які святкували своє 20-річчя. Під час туру Jaymz приєднався до J.B.O на сцені, щоб заспівати «Ein Guter Tag Zum Sterben» німецькою мовою. В останню ніч туру в Берліні J.B.O. (в основному Vito C.) захопив сет Beatallica, зігравши пісню AC/DC «Highway to Hell» на гітарі за лаштунками. Беаталліка поняття не мала, що відбувається, і думала, що компакт-диск якимось чином програється помилково зі звукової дошки. Під час останнього набору J.B.O. Беаталліка вийшла на сцену в рожевих халатах J.B.O., які вони вкрали зі своєї гримерки, і зайняла сцену, танцюючи навколо і випиваючи. Яймз використав «Beatallica Arschwaschlappen», щоб стерти обличчя Ганнеса Гольцмана, на потіху аншлаговій аудиторії.
5 березня 2009 року вийшов другий (і третій) офіційний кліп Beatallica під назвою «Fuel on the Hill (and Benzin auf dem Berg)».
16 квітня 2013 року вийшов третій альбом Beatallica, Abbey Load. На відміну від інших альбомів Beatallica, пісні на цьому альбомі зберігають оригінальні тексти, написані The Beatles..
12 листопада 2021 року вийшов їхній четвертий альбом The Devolver Album, а попередній перегляд першої пісні «Wherever and Everywhere» був випущений на офіційному каналі гурту на YouTube 1 жовтня 2021 року.

## Юридичні проблеми
Щоб уникнути юридичних проблем, гурт дотримувався суворої некомерційної політики (всі пісні були доступні для безкоштовного завантаження) і оповитий анонімністю (всі імена, згадані вище, є сценічними іменами, але їхні справжні імена розкривалися в інтерв'ю і, отже, також фігурують у цій статті). Metallica знали про існування фальшивого гурту і ніколи не погрожували вжити жодних юридичних заходів; Ларс Ульріх, Джеймс Хетфілд і Кірк Хеммет публічно заявили, що їм подобається музика Beatallica.
17 лютого 2005 року Девіду Діксону (та вебхосту гурту) було надіслано повідомлення про припинення діяльності Sony/ATV Music Publishing, яка володіє правами на більшу частину каталогу The Beatles. У повідомленні йдеться, що розділи «музика», «новини» та «товари» на офіційному вебсайті Beatallica є порушенням авторських прав, і тому повинні бути видалені. У відповідь на це була створена петиція з проханням до Sony/ATV Music Publishing відкликати свою загрозу судового позову. Від подальших судових позовів гурт врятував барабанщик Metallica Ларс Ульріх, який запропонував надати допомогу в юридичних переговорах, а також попросив давнього адвоката Metallica спробувати розрядити ситуацію з Sony. Sony в кінцевому підсумку досягла угоди з Beatallica і їх новим лейблом Oglio Records, і в липні 2007 року був випущений офіційний запис Beatallica під назвою Sgt. Hetfield's Motorbreath Pub Band.

## Члени, колишні члени, спеціальні гості
| Ім'я              | Посилання                         | Справжнє ім'я                                                        | Примітки                                                             |
| ----------------- | --------------------------------- | -------------------------------------------------------------------- | -------------------------------------------------------------------- |
| Джеймз Леннфілд   | Джеймс Хетфілд, Джон Леннон       | Майкл «Тінкер» Тірні                                                 | вокал, тексти, написання пісень, ритм-гітара                         |
| Грг Хамметсон III | Джордж Гаррісон, Кірк Геммет      | Джефф Гамільтон                                                      | соло-гітара, бек-вокал                                               |
| Кліфф МакБертні   | Кліфф Бертон, Пол Маккартні       | Пол Террієн </br> Лі Брузо (2004—2005) </br> Трой Бутеро (2001—2004) | бас-гітара, бек-вокал і інколи головний вокал                        |
| Рінго Ларц        | Рінго Старр, Ларс Ульріх          | Райан Чарльз                                                         | барабани; також виконує вокал " Lou Reed " у пародії на " The View " |
| Флембол Расмартін | Флеммінг Расмуссен, Джордж Мартін | Шейн Оліво                                                           | продюсер                                                             |
| Дейв Ньюкід       | Дейв Мастейн, Джейсон Ньюстед     | Девід Бентон                                                         | гастролюючий басист, бек-вокал                                       |
| Грг Хамметсон     | Джордж Харрісон, Кірк Геммет      | Джефф Зальцман                                                       | соло-гітара, бек-вокал (2006—2008)                                   |
| Крк Хамметсон     | Джордж Харрісон, Кірк Геммет      | Майкл Бранденбург                                                    | соло-гітара, бек-вокал (2001—2006)                                   |
| Діабло Містеріозо | L'Angelo Misterioso ,             | невідомий                                                            | гітара, спеціальний гість                                            |
| Маршалл           | Джон Маршалл                      | Шон Вільямсон                                                        | гітара, спеціальний гість, бек-вокал                                 |
| Джої Нікол        | Джої Джордісон, Джиммі Нікол      | Майк Портной                                                         | барабани, спеціальний гість                                          |
| Біллі Престейн    | Біллі Престон, Дейв Мастейн       | Пол Ніверс                                                           | клавішні, спеціальний гість                                          |

### Хронологія
(примітка: Кліфф МакБертні був трьома різними людьми протягом історії групи, але, на відміну від Грг Хамметтсона, ім'я не було змінено)

## Дискографія
До 2007 року записи Beatallica були доступні лише у форматі MP3 та FLAC.
- (2001) A Garage Dayz Nite (EP)
- (2004) Beatallica (EP)
- (2007) Sgt. Hetfield's Motorbreath Pub Band
- (2008) All You Need Is Blood (максі-сингл)
- (2009) Masterful Mystery Tour
- (2009) Winter Plunderband (EP)
- (2013) Abbey Load
- (2021) The Devolver Devolver